# کاترینا پاولنکو
کاترینا پاولنکو (اوکراینی: Катерина Анатоліївна Павленко؛ زادهٔ ۱۰ اوت ۱۹۸۸) موسیقی‌دان اهل اوکراین است. وی از سال ۲۰۰۹ میلادی تاکنون مشغول فعالیت بوده‌است.